# Jagiellonia Białystok w sezonie 1973/1974

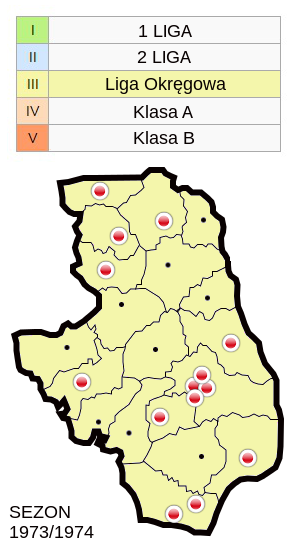
BOZPN - Zespoły występujące w Lidze Okręgowej w sezonie 1973/74

Jagiellonia Białystok przystąpiła do rozgrywek Ligi Okręgowej Białostockiego OZPN.

Uległa zmianie nazwa klubu, od 1973 roku nosi nazwę Międzyzakładowy Klub Sportowy Budowlanych Jagiellonia Białystok.

## III poziom rozgrywkowy
Rozgrywki w Polsce po raz kolejny zostały zreformowane, na III poziomie rozgrywkowym grają Ligi Okręgowe (wojewódzkie). Awans do II ligi (dwie grupy) uzyskują zwycięzcy eliminacji, gra 18 zespołów w 6 grupach.

Jagiellonia z dużą przewagą wygrywa ligę okręgową, drużyna wydaje się być pewnym faworytem do awansu do II ligi. Niestety w eliminacjach na drodze białostoczan stanęła silna Polonia Warszawa, po dwóch zwycięstwach nad "Jagą" to ona cieszyła się z II-ligowego awansu.
Jagiellonia dochodzi do wojewódzkiego finału Pucharu Polski, gdzie przegrywa z II-ligowym Włókniarzem 0:1. Szeroki skład zespołu sprzyja rywalizacji oraz dobrym wynikom. Przed sezonem Włókniarz Białystok starał się pozyskać kilku graczy Jagiellonii, ale klub nie zgodził się na te transfery.
Ze względu na pozostanie Jagiellonii w klasie okręgowej, z klasy A nie mogła awansować II drużyna Jagiellonii.

## Końcowa tabela Ligi Okręgowej - Białostocki OZPN
| Lp. | Drużyna                | M  | Z  | R | P  | Bramki | Bramki | Różn. | Pkt. | Uwagi             |
| --- | ---------------------- | -- | -- | - | -- | ------ | ------ | ----- | ---- | ----------------- |
| 1   | Jagiellonia Białystok  | 26 | 23 | 2 | 1  | 90     | 15     | +75   | 48   | Baraże do II ligi |
| 2   | Wigry Suwałki          | 26 | 15 | 5 | 6  | 48     | 26     | +22   | 35   |                   |
| 3   | Gwardia Białystok      | 26 | 14 | 6 | 6  | 53     | 34     | +19   | 34   |                   |
| 4   | Włókniarz II Białystok | 26 | 13 | 5 | 8  | 53     | 33*    | +20   | 31   | Przen.do kl.A     |
| 5   | Mazur Ełk              | 26 | 12 | 6 | 8  | 50     | 41     | +9    | 30   |                   |
| 6   | Sokół Sokółka          | 26 | 11 | 5 | 10 | 51     | 42     | +9    | 27   |                   |
| 7   | Husar Nurzec           | 26 | 11 | 5 | 10 | 37     | 36     | +1    | 27   |                   |
| 8   | Puszcza Hajnówka       | 26 | 8  | 7 | 11 | 42     | 42     | 0     | 23   |                   |
| 9   | Ognisko Białystok      | 26 | 7  | 9 | 10 | 24     | 32     | -8    | 23   |                   |
| 10  | Pogoń Łapy             | 26 | 9  | 4 | 13 | 33     | 45     | -12   | 22   |                   |
| 11  | ŁKS Łomża              | 26 | 8  | 4 | 14 | 29     | 60     | -31   | 20   | Spadek kl.A       |
| 12  | Czarni Olecko          | 26 | 6  | 4 | 16 | 35     | 56     | -21   | 16   | Spadek kl.A       |
| 13  | Cresovia Gołdap        | 26 | 4  | 5 | 17 | 24     | 59**   | -35   | 13   | Spadek kl.A       |
| 14  | Cresovia Siemiatycze   | 26 | 4  | 3 | 19 | 16     | 79     | -63   | 11   | Spadek kl.A       |

(*) - Włókniarzowi II odjęto 4 pkt. i 6 bramek (przyznano dwa walkowery na niekorzyść Włókniarza, w meczu z Cresovią Siemiatycze i Ogniskiem Białystok, ale równocześnie jako porażki dla Cresovi (4-0) i Ognisko (2-0)), kara za nieuregulowane na czas składki i zaległości finansowe.

(**) - Cresovi Gołdap odjęto 3 bramki za nie uregulowane na czas składki i zaległości finansowe.
- Awans z klasy A : Pomorzan Prostki, Warmia Grajewo.
- W związku ze spadkiem Włókniarza Białystok z II ligi, drużyna rezerw (Włókniarz II) została przeniesiona do klasy A.

### Eliminacje do II ligi
| Lp. | Drużyna               | M | Z | R | P | Bramki | Bramki | Różn. | Pkt. | Uwagi         |
| --- | --------------------- | - | - | - | - | ------ | ------ | ----- | ---- | ------------- |
| 1   | Polonia Warszawa      | 4 | 4 | 0 | 0 | 11     | 1      | +10   | 8    | Awans II liga |
| 2   | Jagiellonia Białystok | 4 | 2 | 0 | 2 | 4      | 4      | 0     | 4    |               |
| 3   | Śniardwy Orzysz       | 4 | 0 | 0 | 4 | 1      | 11     | -10   | 0    |               |

| Lp. | Gospodarz / Gość →    | POL | JAG | ŚNI |
| --- | --------------------- | --- | --- | --- |
| 1   | Polonia Warszawa      | X   | 1:0 | 5:0 |
| 2   | Jagiellonia Białystok | 1:2 | X   | 2:1 |
| 3   | Śniardwy Orzysz       | 0:3 | 0:1 | X   |

## Skład, statystyka, transfery
| Nr | Zawodnik               | Poz. | Data ur.   | Wz.  | Mecze | Br. | Transfer z/do        | Ostatni klub        |
| -- | ---------------------- | ---- | ---------- | ---- | ----- | --- | -------------------- | ------------------- |
|    | Grzegorz Szerszenowicz | BR   | 15.01.1945 | -    | -     | -   | 74(j) z Broń Radom   | Broń Radom          |
|    | Jan Węcławski          | BR   | b.d.       | -    | -     | -   | 74(j) z ?            | b.d.                |
|    | Tadeusz Wiśniewski     | OB   | ?.?.1947   | -    | -     | -   |                      | b.d.                |
|    | Sławomir Tołkacz w     | OB   | ?.?.1955   | -    | -     | -   |                      | wychowanek          |
|    | Eugeniusz Guzowski     | OB   | b.d.       | -    | -     | -   |                      | b.d.                |
|    | Ryszard Chrzanowski w  | OB   | 24.08.1948 | 1,78 | -     | -   |                      | wychowanek          |
|    | Jerzy Stankiewicz w    | OB   | b.d.       | -    | -     | -   |                      | wychowanek          |
|    | Jerzy Burak            | OB   | b.d.       | -    | -     | -   |                      | Wigry Suwałki       |
|    | Zbigniew Skoczylas     | PO   | 21.08.1951 | -    | -     | 2   |                      | Husar Nurzec        |
|    | Hieronim Łada          | PO   | b.d.       | -    | -     | -   |                      | Stal Kraśnik        |
|    | Henryk Pasierski       | PO   | 5.02.1943  | -    | -     | -   |                      | Włókniarz Białystok |
|    | Ryszard Święciński     | OB   | ?.?.1954   | -    | -     | -   |                      | b.d.                |
|    | Leon Zińczuk           | NA   | ?.?.1947   | -    | -     | -   |                      | b.d.                |
|    | Andrzej Kupiński       | NA   | b.d.       | -    | -     | -   |                      | b.d.                |
|    | Antoni Zubski          | NA   | b.d.       | -    | -     | -   |                      | b.d.                |
|    | Kazimierz Mudrewicz    | NA   | ?.?.1950   | -    | -     | -   |                      | Sokół Sokółka       |
|    | Jerzy Zawiślan         | NA   | 18.10.1951 | -    | -     | 31  |                      | Sandecja Nowy Sącz  |
|    | Jerzy Kolendo          | NA   | ?.?.1951   | -    | -     | -   | 73(j) z Stal Rzeszów | Stal Rzeszów        |
|    | Arkadiusz Lewandowski  | BR   | b.d.       | -    | -     | -   | 73(j) do ?           | b.d.                |
|    | Władysław Borysiuk     | BR   | b.d.       | -    | -     | -   | 73(j) do ?           | b.d.                |
|    | Jerzy Szurmiej         | OB   | b.d.       | -    | -     | -   | 73(j) do ?           | b.d.                |
|    | Teodor Andrzejewski    | PO   | b.d.       | -    | -     | -   | 73(j) do ?           | b.d.                |
|    | Adam Bielawski         | PO   | b.d.       | -    | -     | -   | 73(j) do ?           | b.d.                |
|    | Jan Giełażyn           | PO   | b.d.       | -    | -     | -   | 73(j) do ?           | b.d.                |
|    | Cezary Szafranowski    | NA   | b.d.       | -    | -     | -   | 73(j) do ?           | b.d.                |

## Mecze
| Mecze i wyniki | Mecze i wyniki         | Mecze i wyniki      | Mecze i wyniki | Mecze i wyniki | Mecze i wyniki         | Mecze i wyniki | Mecze i wyniki                                                                | Poz w lidze. | Poz w lidze. | Poz w lidze. |
| Lp. | Data                   | Rozgrywki           | F.             | D/W            | Przeciwnik             | Wynik          | Strzelcy bramek                                                               | M.           | P.           | Br.          |
| --- | ---------------------- | ------------------- | -------------- | -------------- | ---------------------- | -------------- | ----------------------------------------------------------------------------- | ------------ | ------------ | ------------ |
| 1 583 | 12.08.1973 Siemiatycze | Liga Okr. - 1 kol.  | -              | W              | Cresovia Siemiatycze   | 0:5            | Zubski 38' 70', Zawiślan 58', Skoczylas 90', (sam)'                           | 1            | 2            | 5:0          |
| 2 584 | 19.08.1973 Łomża       | Liga Okr. - 2 kol.  | -              | W              | ŁKS Łomża              | 0:9            | Zawiślan 8' 44' 60', Zubski 30', Łada 40', Zińczuk 50' 75' 83', Skoczylas 77' | 1            | 4            | 14:0         |
| 3 585 | 26.08.1973 Łapy        | Liga Okr. - 3 kol.  | -              | W              | Pogoń Łapy             | 2:5            | Zinczuk 20' 31', Zawiślan 44', Zubski 57', Mudrewicz 62'                      | 1            | 6            | 19:2         |
| 4 586 | 02.09.1973 Białystok   | Liga Okr. - 4 kol.  | -              | D              | Czarni Olecko          | 4:0            | Zińczuk 4' 35' 77', Zawiślan 46'                                              | 1            | 8            | 23:2         |
| 5 587 | 16.09.1973 Białystok   | Liga Okr. - 5 kol.  | -              | W              | Gwardia Białystok      | 0:5            | Zubski 10', Łada 30', Zawiślan 49' 60', Zińczuk 56'                           | 1            | 10           | 28:2         |
| 6 588 | 23.09.1973 Sokółka     | Liga Okr. - 6 kol.  | -              | W              | Sokół Sokółka          | 0:3            | Zińczuk 36', Zawiślan 75' 87'                                                 | 1            | 12           | 31:2         |
| 7 589 | 30.09.1973 Białystok   | Liga Okr. - 7 kol.  | -              | D              | Husar Nurzec           | 2:0            | Mudrewicz 15', Zawiślan 70'                                                   | 1            | 14           | 33:2         |
| 8 590 | 14.10.1973 Suwałki     | Liga Okr. - 8 kol.  | -              | W              | Wigry Suwałki          | 1:4            | Wiśniewski 9', Zawiślan 70' 86', Zińczuk 88'                                  | 1            | 16           | 37:3         |
| 9 591 | 21.10.1973 Białystok   | Liga Okr. - 9 kol.  | -              | D              | Puszcza Hajnówka       | 6:2            | Zawiślan 13' 27' 54', Łada 20', Tołkacz 44' 59'                               | 1            | 18           | 43:5         |
| 10 592 | 28.10.1973 Ełk         | Liga Okr. - 10 kol. | -              | W              | Mazur Ełk              | 0:0            |                                                                               | 1            | 19           | 43:5         |
| 11 593 | 04.11.1973 Białystok   | Liga Okr. - 11 kol. | -              | D              | Ognisko Białystok      | 1:0            | Zińczuk 7'                                                                    | 1            | 21           | 44:5         |
| 12 594 | 11.11.1973 Gołdap      | Liga Okr. - 12 kol. | -              | W              | Cresovia Gołdap        | 0:2            | Mudrewicz 40', Zińczuk 85'                                                    | 1            | 23           | 46:5         |
| 13 595 | 18.11.1973 Białystok   | Liga Okr. - 13 kol. | -              | D              | Włókniarz II Białystok | 3:0            | Łada 10', Mudrewicz 70', Zińczuk 83'                                          | 1            | 25           | 49:5         |
| 14 596 | 17.03.1974 Białystok   | Liga Okr. - 14 kol. | -              | D              | Cresovia Siemiatycze   | 5:0            | Łada 2', Skoczylas 20', Zawiślan 40', Zubski 57', Zińczuk 81'                 | 1            | 27           | 54:5         |
| 15 597 | 24.03.1974 Białystok   | Liga Okr. - 15 kol. | -              | D              | ŁKS Łomża              | 2:0            | Kolendo 30', Zawiślan 70'                                                     | 1            | 29           | 56:5         |
| 16 598 | 31.03.1974 Białystok   | Liga Okr. - 16 kol. | -              | D              | Pogoń Łapy             | 4:0            | Kolendo 10' 83', Zawiślan 54' 76'                                             | 1            | 31           | 60:5         |
| 17 599 | 07.04.1974 Olecko      | Liga Okr. - 17 kol. | -              | W              | Czarni Olecko          | 2:6            | Kolendo 17', Zawiślan 21' 35', Zińczuk 67', Mudrewicz 69', Zubski 70'         | 1            | 33           | 66:7         |
| 18 | 12.04.1974 Białystok   | PP OKR.             | -              | D              | Husar Nurzec           | 1:1 (zw.k)     |                                                                               | awans        | awans        | awans        |
| 19 600 | 21.04.1974 Nurzec      | Liga Okr. - 18 kol. | -              | W              | Husar Nurzec           | 0:3            | Kolendo 75' 79' 89'                                                           | 1            | 35           | 69:7         |
| 20 601 | 28.04.1974 Białystok   | Liga Okr. - 19 kol. | -              | D              | Sokół Sokółka          | 3:1            | Zawiślan 51' 83', Zińczuk 56'                                                 | 1            | 37           | 72:8         |
| 21 602 | 01.05.1974 Białystok   | Liga Okr. - 20 kol. | -              | D              | Gwardia Białystok      | 2:1            | Kolendo 67', Wiśniewski 75'                                                   | 1            | 39           | 74:9         |
| 22 603 | 05.05.1974 Białystok   | Liga Okr. - 21 kol. | -              | D              | Wigry Suwałki          | 3:0            | Zawiślan 25' 88', Skoczylas 40'                                               | 1            | 41           | 77:9         |
| 23 604 | 12.05.1974 Hajnówka    | Liga Okr. - 22 kol. | -              | W              | Puszcza Hajnówka       | 2:2            | Zińczuk x 2                                                                   | 1            | 42           | 79:11        |
| 24 605 | 19.05.1974 Białystok   | Liga Okr. - 23 kol. | -              | D              | Mazur Ełk              | 3:0            | Zawiślan 28' 63' 70'                                                          | 1            | 44           | 82:11        |
| 25 606 | 26.05.1974 Białystok   | Liga Okr. - 24 kol. | -              | W              | Ognisko Białystok      | 0:1            | Zawiślan 90'                                                                  | 1            | 46           | 83:11        |
| 26 | 29.05.1974 Białystok   | PP OKR.             | -              | D              | Włókniarz II Białystok | 2:2 (3:2)      |                                                                               | awans        | awans        | awans        |
| 27 607 | 02.06.1974 Białystok   | Liga Okr. - 25 kol. | -              | D              | Cresovia Gołdap        | 6:2            | Mudrewicz x3, Kolendo, Zińczuk, Zawiślan                                      | 1            | 48           | 89:13        |
| 28 608 | 09.06.1974 Białystok   | Liga Okr. - 26 kol. | -              | W              | Włókniarz II Białystok | 2:1            | Zińczuk 51'                                                                   | 1            | 48           | 90:15        |
| 29 | 15.06.1974 Białystok   | PP OKR. finał       | -              | D              | Włókniarz Białystok    | 1:0            |                                                                               | 2. miejsce   | 2. miejsce   | 2. miejsce   |
| 30 | 25.16.1974 Białystok   | Baraże o II ligę    | –              | D              | Śniardwy Orzysz        | 2:1            |                                                                               |              |              |              |
| 31 | 4.07.1974 Warszawa     | Baraże o II ligę    | –              | W              | Polonia Warszawa       | 2:1            | Zińczuk 85'                                                                   |              |              |              |
| 32 | 7.07.1974 Olsztyn      | Baraże o II ligę    | –              | W              | Śniardwy Orzysz        | 0:1            | Tołkacz                                                                       |              |              |              |
| 33 | 14.07.1974 Białystok   | Baraże o II ligę    | 4000           | D              | Polonia Warszawa       | 0:1            |                                                                               |              |              |              |
| - rozgrywki ligowe, - rozgrywki pucharu polski, - rozgrywki pucharu ligi, - rozgrywki ligi europejskiej, - mecze barażowe lub eliminacyjne, - inne. Liczba meczów w sezonie:1 2 (wszystkie mecze na najwyższym poziomie rozgrywkowym)3 (wszystkie mecze w rozgrywkach ligowych bez baraży) , Puchar Polski: 2 (mecze Pucharu Polski na szczeblu centralnym)3 (wszystkie mecze w Pucharze Polski) |                        |                     |                |                |                        |                |                                                                               |              |              |              |

## Mecze towarzyskie
| Mecze i wyniki | Mecze i wyniki         | Mecze i wyniki | Mecze i wyniki | Mecze i wyniki | Mecze i wyniki               | Mecze i wyniki | Mecze i wyniki             |
| Lp.            | Data, Kraj, Miasto     | Mecze          | Frekw.         | D/W            | Przeciwnik                   | Wynik          | Strzelcy bramek            |
| -------------- | ---------------------- | -------------- | -------------- | -------------- | ---------------------------- | -------------- | -------------------------- |
| 1              | 27.07.1973 Białystok   | tow.           | -              | D              | Pogoń Siedlce (3 poziom)     | b.d.           |                            |
| 2              | 19.09.1973 Uhowo       | tow.           | -              | W              | Pogoń Łapy (3 poziom)        | b.d.           |                            |
| 3              | ?.10.1973 Radom        | tow.           | -              | W              | Radomiak Radom (3 poziom)    | 2:2            |                            |
| 4              | 14.11.1973 Białystok   | tow.           | -              | D              | Radomiak Radom (3 poziom)    | 2:0            | Mudrewicz x2               |
| 5              | ?.03.1974 Świdnik      | sparing        | -              | N              | Avia Świdnik (2 poziom)      | 3:0            |                            |
| 6              | ?.03.1974 Nowy Sącz    | sparing        | -              | N              | Hutnik Nowa Huta (2 poziom)  | 0:0            |                            |
| 7              | ?.03.1974 Muszyna      | sparing        | -              | N              | Motor Lublin (2 poziom)      | b.d.           |                            |
| 8              | ?.03.1974 Tarnów       | sparing        | -              | N              | Piast Gliwice (2 poziom)     | 1:1            | Kupiński                   |
| 9              | ?.03.1974 Muszyna      | sparing        | -              | N              | Boruta Zgierz (3 poziom)     | 0:0            |                            |
| 10             | ?.03.1974 Muszyna      | sparing        | -              | N              | Proch Pionki (3 poziom)      | 2:0            |                            |
| 11             | 19.03.1974 Białystok   | tow.           | 1000           | D              | Polonia Warszawa (3 poziom)  | 3:0            | Kolendo, Łada, Zińczuk     |
| 12             | 24.04.1974 Olsztyn     | tow.           | 400            | W              | Stomil Olsztyn (2 poziom)    | 3:1            | Zawiślan 15'               |
| 13             | 8.05.1974 Starachowice | tow.           | -              | W              | Star Starachowice (2 poziom) | 1:0            |                            |
| 14             | 3.06.1974 Białystok    | tow.           | 1500           | D              | Motor Steinach (2 poziom)    | 1:0            | Skoczylas 7'               |
| 15             | 5.06.1974 Suwałki      | tow.           | 4000           | N              | Motor Steinach (2 poziom)    | 2:1            | Zińczuk 20' Święciński 48' |